# Alexandre Gabychev
Alexandre Prokopievitch Gabychev (en russe : Александр Прокопьевич Габышев ; en iakoute : Ойуун Һааска), né le 22 novembre 1968 en RSSA iakoute, est un chamane iakoute et opposant politique à Vladimir Poutine. Après avoir été arrêté et condamné à l'internement forcé dans un hôpital psychiatrique, son cas illustre les abus politiques des condamnations psychiatriques en Russie,. Il est qualifié de prisonnier politique par plusieurs organisations de défense des droits humains.

## Biographie

### Jeunesse et études
Alexandre Gabychev naît le 22 novembre 1968 en RSSA iakoute. Il dit être diplômé de l'université d'État de Iakoutsk avec une spécialisation en histoire. Après une série d'emplois précaires de courte durée et à la suite du décès de sa mère, il souffre de problèmes de santé mentale. C'est à cette époque que Gabychev décide de déménager et de vivre dans la forêt, pour devenir plus tard chaman.

### Premiers projets de traversée de la Russie à pied
C’est en 2018 qu’il pense à faire le voyage depuis la république de Sakha, dans l’extrême-est de la Russie, jusqu’à Moscou. Sakha se situe à environ 8 000 km de Moscou. Cependant, il est forcé d'écourter sa marche car son chien est heurté par une voiture alors qu'ils se trouvent sur une route. Bien que les habitants locaux ne mettent en alors en avant aucun objectif politique, Gabychev déclare ensuite que son objectif est de protester contre le président russe Vladimir Poutine
En mars 2019, il entame une deuxième marche de Sakha à Moscou, où il prévoit d'accomplir un rituel pour faire démissionner Poutine. Il souhaite « exorciser » Vladimir Poutine, qu'il qualifie de « représentant du démon », « chasser le mauvais esprit de Poutine du Kremlin ». celle-ci doit durer deux ans. En cours de route, il publie plusieurs courtes vidéos de blog sur sa marche et ses conversations avec les automobilistes de passage et les habitants.
En juillet 2019, il organise un rassemblement appelant Poutine à « rendre la ville et la campagne au peuple » à Tchita, dans le kraï de Transbaïkalie. L'événement attire entre 700 et 1 000 manifestants et est coorganisé avec la branche locale du Parti communiste.

### Arrestation et inculpation
En septembre 2019, après avoir réuni autour de lui un petit groupe de partisans lors de la marche, un groupe de chamanes pro-Poutine originaire de la ville d'Oulan-Oudé en Bouriatie lui fait face, arguant que les chamanes « ne se soucient pas de la politique. Nous avons besoin d'harmonie. nous n'avons pas besoin d'une guerre sanglante ». En septembre, dans la même ville, plusieurs de ses partisans sont arrêtés et deux voitures utilisées par le groupe sont confisquées par la police. Une manifestation de protestation contre ces arrestations est violemment dispersée par la police le 9 septembre. Le 19 septembre, des policiers masqués encerclent le camp de Gabychev et l'arrêtent, avant de le conduire vers un lieu inconnu. Les médias russes affirment qu'il serait en cours d'expulsion vers Iakoutsk et qu'il pourrait être accusé de la formation d'une organisation extrémiste. Amnesty International condamne cette arrestation, déclarant que « sa détention est arbitraire et peut s'apparenter à une disparition forcée ». Le 20 septembre, Gabychev est envoyé dans un hôpital psychiatrique par le ministère de la Santé de la région. 
En décembre 2019, il est à nouveau été arrêté après avoir tenté de reprendre sa marche. 
En février 2020, il annonce vouloir déposer une plainte auprès de la Cour européenne des droits de l'homme concernant sa détention. En juillet 2020, il publie une déclaration sur les réseaux sociaux dans laquelle il affiche son intention de cesser de protester contre Poutine, souhaitant plutôt se concentrer sur l’amélioration de son état de santé.
Le 9 janvier 2021, il publie un clip sur YouTube dans lequel il déclare qu'il prévoit de retenter sa quête vers Moscou en mars, cette fois à cheval. Plus tard dans le mois, 50 policiers s'introduisent chez lui en enfonçant sa porte d'entrée et l'arrêtent une nouvelle fois, le plaçant immédiatement en internement dans un hôpital psychiatrique sous prétexte d'avoir manqué une réunion de contrôle mensuelle. Après son arrestation, la police annonce qu'elle va l'inculper pour violences contre des policiers, affirmant qu'il a déchiré l'uniforme d'un agent antiémeute et l'avait blessé avec un batas, une longue épée traditionnelle iakoute.

### Condamnation psychiatrique et controverse
En juillet 2021, le tribunal municipal de Iakoutsk rend sa décision est condamne Gabychev à l'internement à perpétuité dans un hôpital psychiatrique pour y recevoir un traitement intensif. Le 23 septembre, après avoir perdu en appel, le jugement entre en vigueur. Amnesty International condamne cette décision, déclarant qu'il a été « condamné à un traitement psychiatrique obligatoire pour une durée indéterminée uniquement pour avoir exercé pacifiquement son droit à la liberté d'expression ». L'organisation appelle en outre à « la psychiatrie punitive comme méthode pour faire taire la dissidence ».
En juillet 2021, le média russe indépendant Meduza s'inquiète de la potentielle utilisation de l'internement psychiatrique à l'encontre d'autres opposants à Vladimir Poutine. L'article rappelle l'utilisation de la psychiatrie punitive en URSS sous le régime stalinien. L'organisation de défense des droits humains Memorial le qualifie de « prisonnier politique ».
Les recours effectués par son avocat pour mettre fin à sa détention sont rejetés et la durée de son traitement est allongé jusqu'en octobre 2022. Sa demande d'être formellement examiné par un psychiatre de Moscou est également rejetée. En février 2023, son avocat annonce que son traitement est à nouveau prolongé jusqu'en juin 2023.